# 프리치 리지웨이

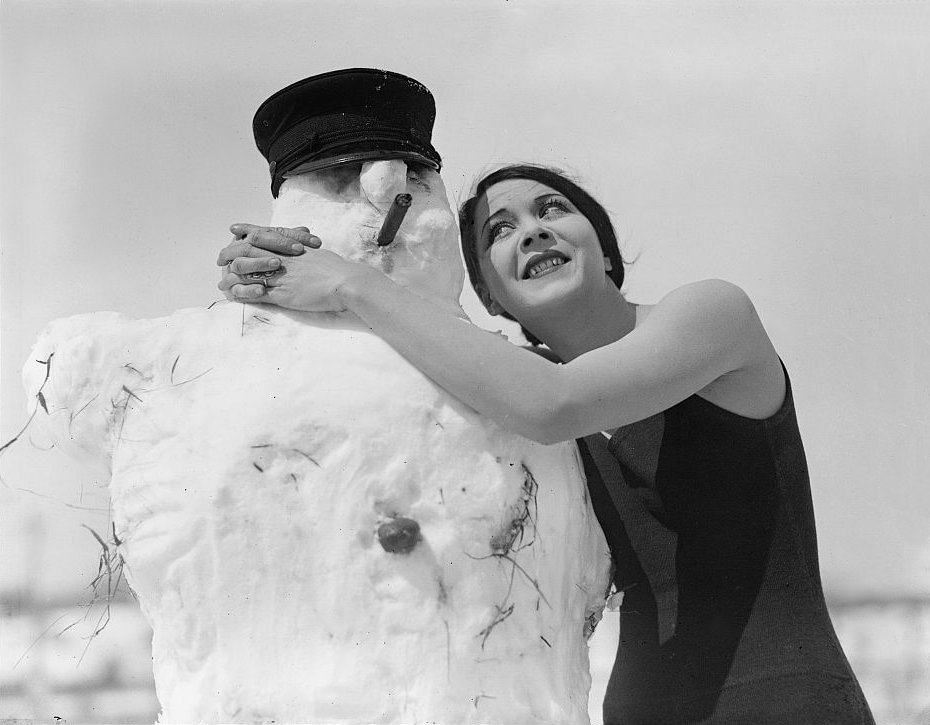

프리치 리지웨이(Fritzi Ridgeway, 1898년 4월 8일 ~ 1961년 3월 29일)는 미국의 배우, 영화배우이다.
미줄라에서 태어났으며 랭카스터에서 사망하였다. 사인은 심근 경색이다. 포리스트 론 메모리얼 파크에 매장되었다.

## 영화
- 하우스 오브 미스터리 (1934년)
- 플라잉 로미오스 (1928년)
- 영혼의 목자 (1917년)